# 戰勝心魔
《戰勝心魔》是香港搖滾樂隊Beyond發行第四張EP，收錄樂隊主演電影《開心鬼救開心鬼》的主題曲《戰勝心魔》及插曲《文武英傑宣言》。
《文武英傑宣言》節奏輕快、活潑、年輕，之後被重新編曲，演變成《農民》一曲，並收錄於1992年專輯《繼續革命》內。

## 曲目
1. 戰勝心魔
2. 戰勝心魔（Karaoke）
3. 文武英傑宣言
4. 文武英傑宣言（Karaoke）